# 銅鑼灣皇悅酒店

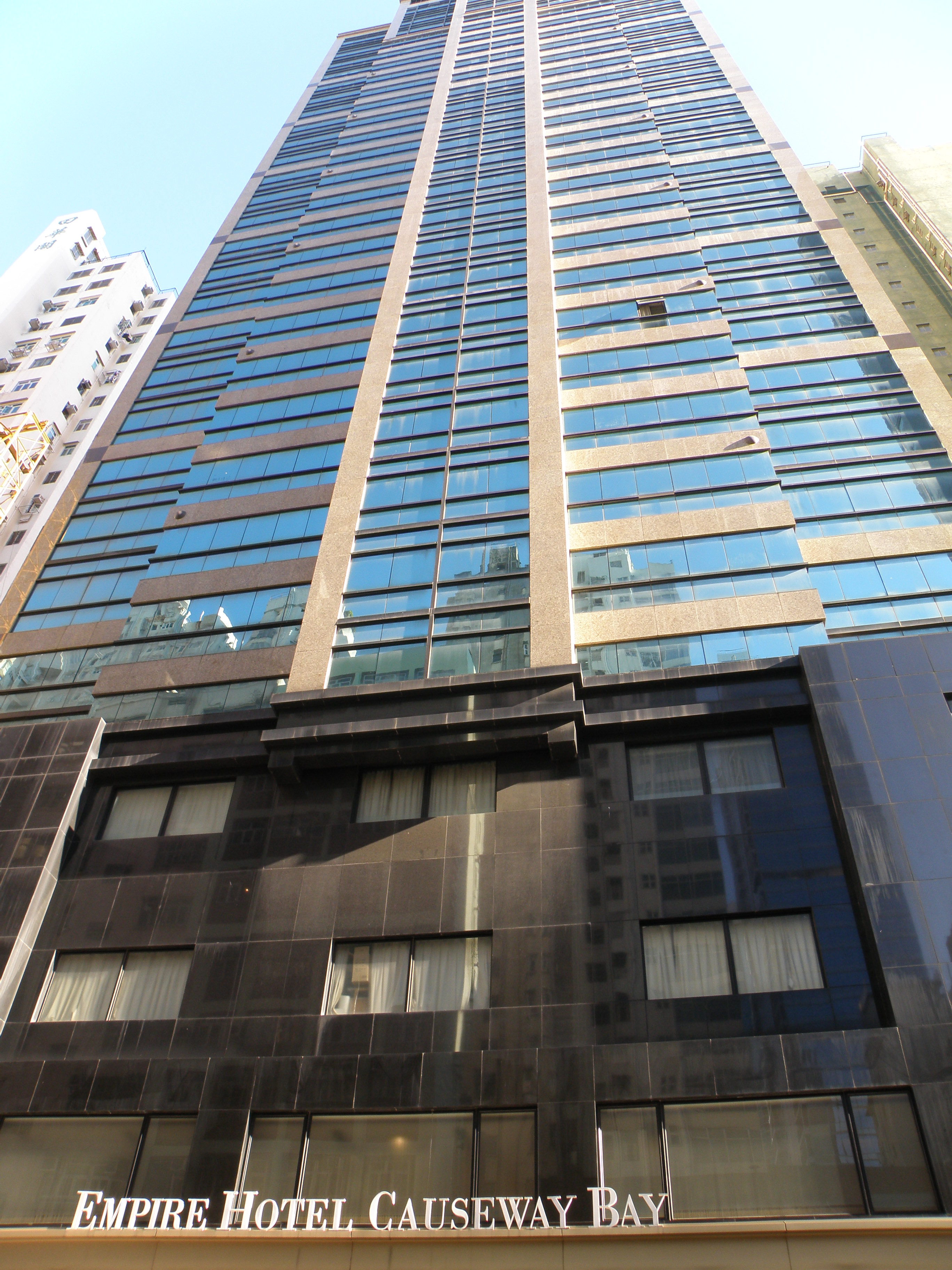
銅鑼灣皇悅酒店

銅鑼灣皇悅酒店（英語：Empire Hotel Causeway Bay）位於香港香港島銅鑼灣永興街8號，毗鄰港鐵天后站和維多利亞公園，是泛海酒店集團旗下的酒店。由日本籍室內設計師Koichiro Ikebuchi設計，酒店於2009年4月開業，共提供280個房間。設施包括餐廳、商務貴賓廳、游泳池、水療室及停車場。

## 意外
2013年7月曾發生錶房跳掣事件，酒店6樓電錶房突然冒煙發生火警，過百住客跑到街上等候救援。

## 外部連結
- 官方网站